# فريتز ديتريش (ضابط)
فريتز ديتريش (بالألمانية: Fritz Dietrich)‏ هو ضابط نمساوي، ولد في 6 أغسطس 1898 في Lavarone ‏ في إيطاليا، وتوفي في 22 أكتوبر 1948 في لاندسبرغ إم لش في ألمانيا بسبب شنق.